# Andrzej Krynicki
Andrzej Krynicki (ur. 12 marca 1930 w Tarnowie, zm. 24 maja 2005) – polski artysta fotograf, uhonorowany tytułami Artiste FIAP i Excellence FIAP, tytułami przyznanymi przez Międzynarodową Federację Sztuki Fotograficznej FIAP, w Luksemburgu.

## Życiorys
Był członkiem London Salon i Royal Photographic Society. Jest autorem licznych publikacji w czołowych wydawnictwach światowych w branży fotograficznej i laureatem wielu nagród, medali, dyplomów, listów gratulacyjnych. Zasiadał jako przewodniczący jury w wielu międzynarodowych konkursach fotograficznych. Był autorem licznych wystaw fotograficznych na świecie (m.in. w Austrii, Australii, Rosji, Cejlonie, Finlandii, Korei, Hiszpanii, USA i Polsce).
Imieniem Andrzeja Krynickiego uhonorowano cykliczny Międzynarodowy Konkurs Fotograficzny Aktu i Portretu Artystycznego – Afrodyta, organizowany przez Dolnośląskie Stowarzyszenie Artystów Fotografików i Twórców Audiowizualnych (DSAFiTA) we Wrocławiu.